# إسماعيل أبو شمالة
إسماعيل محمد ياسين أبو شمالة (وُلد في 1 سبتمبر 1941 في بيت دراس – تُوفي في 22 نوفمبر 2015 في رام الله) سياسي ودبلوماسي فلسطيني وأحد أعضاء حركة فتح والمجلس الثوري الفلسطيني، شغل منصب سفير منظمة التحرير الفلسطينية لدى أفغانستان، وسفير دولة فلسطين لدى بلغاريا، ومنصب محافظ محافظة شمال غزة.

## النشأة والتحصيل العلمي
وُلد أبو شمالة في 1 سبتمبر 1941 في قرية بيت دراس في قضاء غزة إبان الانتداب البريطاني على فلسطين. طُردت عائلته، ودُمرت القرية على يد العصابات الصهيونية في حرب النكبة عام 1948 حيث لجئوا إلى قطاع غزة واستقروا في مخيم البريج.
تلقى تعليمه الابتدائي والإعدادي في مدارس وكالة الأمم المتحدة لإغاثة وتشغيل اللاجئين الفلسطينيين في المخيم، وتلقى تعليمه الثانوي في مخيم النصيرات وحصل على الثانوية العامة في عام 1957. حصل على درجة الليسانس في أدب اللغة العربية من جامعة بيروت العربية.

## الحياة العملية
تنقل بعد تخرجه بين السعودية والتي التحق خلال وجوده فيها إلى حركة فتح، وأيضًا إلى سوريا. تولى مهام ممثل حركة فتح في الجزائر حتى عام 1973، كما تسلم الإعلام الموحد في دمشق حتى عام 1983. [بحاجة لمصدر] 
عُين ممثلًا لمنظمة التحرير الفلسطينية لدى أفغانستان عام 1985، ولاحقًا سفيرًا لدولة فلسطين لدى بلغاريا حتى عام 1994.
سمحت إسرائيل له بالعودة إلى الأراضي الفلسطينية بعد توقيع اتفاقيات أوسلو، حيث عُين في 5 ديسمبر 1994 مديرًا عامًا في وزارة الحكم المحلي الفلسطينية. وفي 1 أغسطس 1996 عُين وكيلًا مساعدًا لوزارة الحكم المحلي الفلسطينية.
عُين في 27 مارس 2005 محافظًا لمحافظة شمال غزة. وفي 1 يناير 2009 مُنح درجة وزير.
في أغسطس 2009، فاز بانتخابات المجلس الثوري لحركة فتح التي عُقدت أثناء المؤتمر السادس لحركة فتح في بيت لحم وصار عضوًا فيه.
كان رئيسًا لمجلس إدارة شركة الكهرباء الفلسطينية بين عامي 2006 و2010.